# Tinodes aequispinosus
Tinodes aequispinosus là một loài Trichoptera trong họ Psychomyiidae. Chúng phân bố ở vùng nhiệt đới châu Phi.